# Max Isidor Bodenheimer
Max Isidor Bodenheimer (in ebraico מקס בודנהיימר; Stoccarda, 12 marzo 1865 – Gerusalemme, 19 luglio 1940) è stato un avvocato e politico tedesco impegnato nel movimento sionista fin dalla sua fondazione a Basilea nel 1897. Fu una delle figure principali del sionismo tedesco. Socio di Theodor Herzl, fu il primo presidente della Federazione Sionista Tedesca e uno dei fondatori del Fondo Nazionale Ebraico. Dopo la fuga nel 1933 dalla Germania nazista e un breve soggiorno nei Paesi Bassi, si stabilì in Palestina nel 1935, dedicando gli ultimi anni della sua vita alla stesura delle sue memorie.

## Biografia
Max Bodenheimer nacque il 12 marzo 1865 a Stoccarda da una famiglia ebrea assimilata.  Trascorse a Stoccarda un'infanzia e una giovinezza felici, diplomandosi al liceo nel 1884. Si iscrisse poi a giurisprudenza, studiando presso le università di Tubinga, Strasburgo, Berlino e Friburgo, dove conseguì il titolo di dottore in legge nel 1889. Nel 1890 si trasferì a Colonia per avviare uno studio legale. In questi anni maturò sempre più la sua distanza dall'idea di una possibile integrazione tra ebrei e tedeschi all'insegna degli ideali di emancipazione ebraica, promossi dalla Haskalah. Si avvicinò contestualmente a posizioni proto-sioniste, pubblicando sempre nel 1891 l'opuscolo dal titolo Wohin mit den russischen Juden? [Qual è il posto degli ebrei russi?], in cui rispondeva alla domanda provocatoria del titolo suggerendo la creazione di insediamenti agricoli ebraici in Palestina per i poveri ebrei orientali. Nel 1892 a una conferenza Bodenheimer conobbe David Wolffsohn e ben presto i due divennero intimi amici. Insieme fondarono la Verein behufs Förderung der jüd. Ackerbaukolonien in Syrien und Palästina, ovvero l'Associazione per la promozione delle colonie agricole ebraiche in Siria e Palestina e poco dopo la National-Jüdische Vereinigung Köln, l'Associazione Nazionale Ebraica di Colonia che divenne poi la sede dell'Associazione sionista a Colonia. Insieme invece a Max Oppenheimer diede vita nel 1894 alla Jüdische Humanitätsgesellschaft, Società ebraica per l'umanità, creata in risposta al crescente antisemitismo in Germania e per risvegliare le coscienze dei giovani studenti ebrei.
Nel 1896 sposò Rosa Dalberg, impegnata attivamente nel movimento delle donne in città. Dal loro matrimonio nacquero tre figli, Simon Fritz , professore di zoologia all'Università Ebraica di Gerusalemme, Henrietta Hannah, che scrisse una biografia di suo padre, e Ruth, un avvocato.
La prima guerra mondiale segnò una profonda svolta nell'impegno politico di Bodenheimer, specialmente considerando che il centro della politica sionista si spostò nella Gran Bretagna. Bodenheimer perse così quasi tutta l’influenza su sionismo dopo il 1918. Durante la Repubblica di Weimar fu particolarmente impegnato nella comunità della sinagoga di Colonia e per diversi anni fu membro del consiglio comunale.
Nella primavera del 1933, pochi mesi dopo la presa del potere da parte dei nazionalsocialisti, Max e Rosa Bodenheimer fuggirono nei Paesi Bassi, per emigrare poi nel 1935 in Palestina, dove si stabilirono a Gerusalemme. Fu qui che Bodenheimer scrisse le sue memorie che furono pubblicate da sua figlia Henriette Hannah.